# Oberscheveling

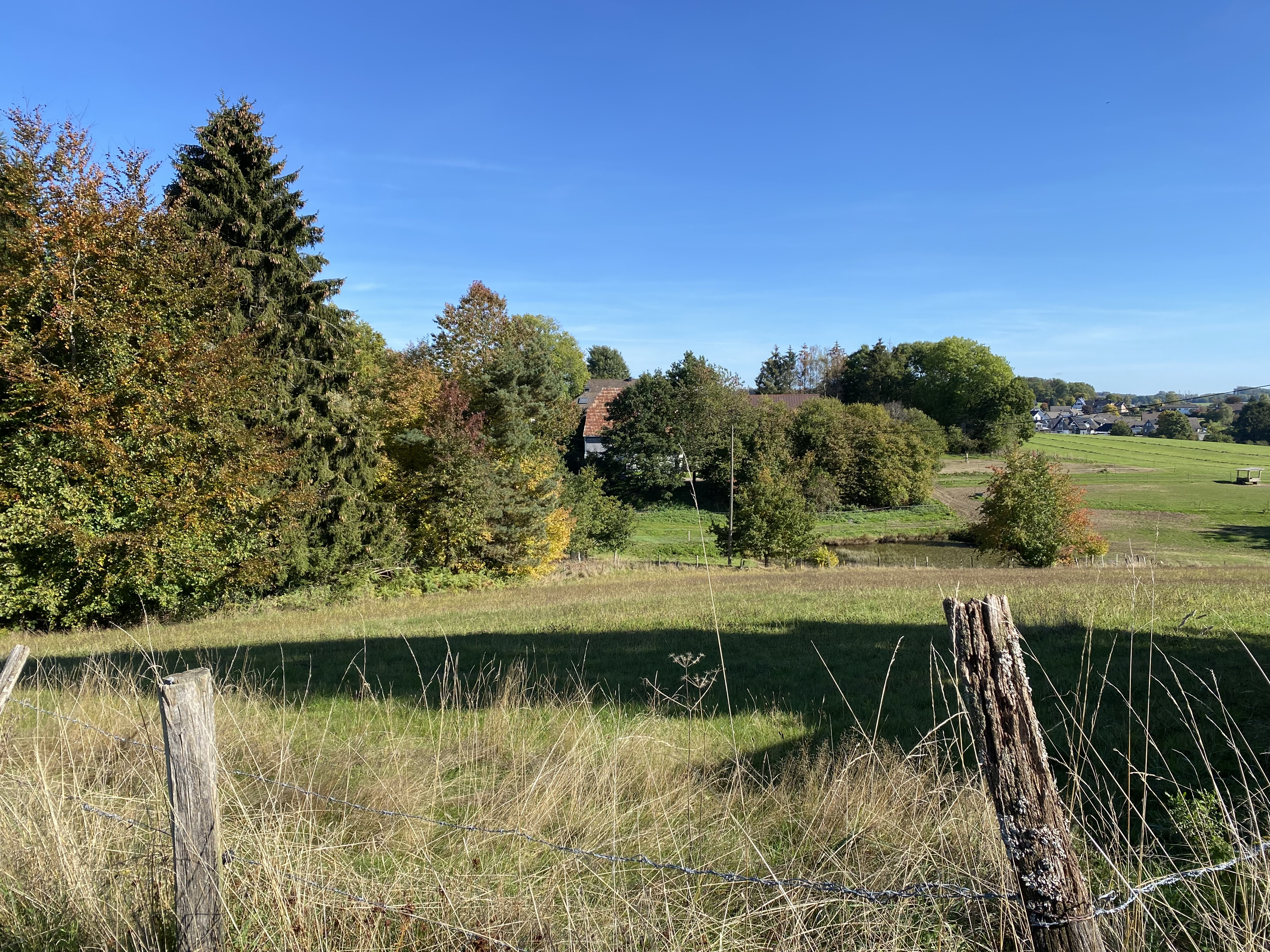

Oberscheveling ist eine Ortschaft von Wipperfürth im Oberbergischen Kreis im Regierungsbezirk Köln in Nordrhein-Westfalen (Deutschland).

## Lage und Beschreibung
Die Ortschaft liegt im Nordosten von Wipperfürth am südlichen Ortsrand des Dorfes Kreuzberg. Nachbarorte sind Kreuzberg, Vorderwurth, Hinterwurth und Kupferberg. Im Ort entspringt der in den Bach Schleise mündende Krautsiepen.
Politisch wird der Ort durch den Direktkandidaten des Wahlbezirks 11 (110) Kreuzberg im Rat der Stadt Wipperfürth vertreten.

## Geschichte
1263 wird Oberscheveling erstmals unter der Bezeichnung „Szeveline“ genannt. Ein Ritter „Hartlev von Dromere“ zahlt dem Kölner Apostelstift für ein Grundstück am Scheveling einen Jahreszins. Die Karte Topographische Aufnahme der Rheinlande von 1825 benennt den Ort mit „Scheveling“ und zeigt auf umgrenztem Hofraum drei getrennt voneinander liegende Grundrisse. Die Preußische Uraufnahme von 1840 bis 1844 verwendet als Ortsbezeichnung die Schreibweise „Ob. Schevelingen“. Ab der amtlichen topografischen Karte (Preußische Neuaufnahme) von 1894 bis 1896 wird der Ortsname Oberscheveling verwendet.

## Wanderwege
Der vom SGV ausgeschilderte Wanderweg A1 führt durch die Ortschaft.

## Busverbindungen
Über die im Nachbarort Kreuzberg gelegene Bushaltestelle Kloster der Linie 338 (VRS/OVAG) ist eine Anbindung an den öffentlichen Personennahverkehr gegeben.